# Elecciones presidenciales de Mongolia de 1997
Las elecciones presidenciales tuvieron lugar en Mongolia el 18 de mayo de 1997.
El ganador fue Natsagiin Bagabandi, candidato del Partido Revolucionario del Pueblo, devolviendo así la presidencia a los comunistas.
El recuento de votos fue del 85,1%

## Tabla de resultados
| Candidato                                                | Partido                                       | Votos   | %    |
| -------------------------------------------------------- | --------------------------------------------- | ------- | ---- |
| Natsagiin Bagabandi                                      | Partido Revolucionario del Pueblo de Mongolia | 597.573 | 62.5 |
| Punsalmaagiin Ochirbat                                   | Unión Democrática                             | 292.896 | 30.6 |
| Jambyn Gombojav                                          | Partido Conservador                           | 65.201  | 6.8  |
| Inválidos/Votos en blanco                                | Inválidos/Votos en blanco                     | 26.970  | -    |
| Total                                                    | Total                                         | 982.640 | 99,9 |
| Fuente: Comisión General para las Elecciones de Mongolia |                                               |         |      |